# ウィーン室内管弦楽団
ウィーン室内管弦楽団（ドイツ語: Wiener Kammerorchester；英語: Vienna Chamber Orchestra）は、オーストリアのウィーンを本拠地とする室内オーケストラである。

## 概要
1946年に設立。歴代の指揮者として、ハインリヒ・ホルライザー、パウル・アンゲラー、カルロ・ゼッキ、フィリップ・アントルモン（現名誉指揮者）、ステファン・ヴラダールらがいる。2018年から服部譲二が首席客演指揮者を務め、2023年からヤン・ウィレム・デ・ヴリエンドが首席指揮者を務める。

## 録音
レコーディングは、ユーディ・メニューイン指揮・ヴァディム・レーピンの独奏でモーツァルトのヴァイオリン協奏曲集、チェチーリア・バリトリ独唱・ジェルジー・フィッシャー指揮でモーツァルトのオペラ・アリア集、アントルモン指揮・中沢きみ子独奏でモーツァルトのヴァイオリン協奏曲集などがある。